# Ampelophaga khasiana
Ampelophaga khasiana is een vlinder uit de familie van de pijlstaarten (Sphingidae). De wetenschappelijke naam van de soort werd in 1895 gepubliceerd door Lionel Walter Rothschild.